# Know Your Meme
Know Your Meme est un site Internet, et également une série de vidéos, documentant les variétés de mèmes Internet et autres phénomènes en ligne, comme les vidéos virales, images, slogans, célébrités sur Internet, et autres. Originellement produit par Rocketboom, le site est acquis en mars 2011 par Cheezburger Network. Know Your Meme inclut des sections pour les mèmes populaires suggérés et rejetés.

## Histoire
Le projet Know Your Meme débute en septembre 2007 en une série de vidéos Rocketboom, et également comme site de style wiki hébergeant des documentations sur les origines des mèmes. Des « experts en mèmes » analysent et expliquent les origines de chaque mème sur Internet ; sur le site, créé par Kenyatta Cheese et Andrew Baron, les utilisateurs peuvent trouver et contribuer à l'origine de chaque mème. Fin 2008, Rocketboom met en ligne une immense base de données avec Jamie Wilkenson à sa tête dans le développement. En décembre 2012, la base de données contient plus de 1 300 images de mèmes « confirmées ».
Les administrateurs ont la possibilité de décider quel mème est confirmé ou rejeté. Certaines images considérées Not Safe for Work peuvent être alors signalées puis supprimées. Ces signalements peuvent induire le bannissement, soit l'exclusion d'un utilisateur de télécharger de nouvelles images. Toutefois, l'identification NSFW peut être conservées dans le cas d'image peu choquantes mais pouvant toucher un public sensible afin d'éviter leur consultation involontaire. Know Your Meme possède également un forum de discussions, ainsi qu'un blog rédigé par Dr. Sean Rintel. En décembre 2012, l'équipe du site est composée de trois membres (Brad Kim, Don Caldwell et Amanda Brennan) et d'un développeur (James Wu).
Le site Know Your Meme est acquis en mars 2011 par Cheezburger Network.

## Impact médiatique
Le magazine TIME sélectionne le site Know Your Meme parmi les 50 meilleurs site Internet de l'année 2009. Le New York Times conseille la visualisation des épisodes dédiés aux mèmes le 28 novembre 2009. Fin 2009, The Winnipeg Free Press nomme Know Your Meme comme le meilleur site de l'année 2009. Le 26 décembre 2009, Kenyatta Cheese du site Know Your Meme est interviewée par NPR au sujet des mèmes Internet. Wired.com mentionne Know Your Meme dans un article sur Autotune. Le site The Wall Street Journal cite KnowYourMeme.com. Know Your Meme remporte un Streamy Award en 2010.